# يوليا نافالنايا
يوليا بوريسوفنا نافالنايا (من مواليد 24 يوليو 1976) هي شخصية عامة واقتصادية روسية. أرملة زعيم المعارضة الروسية أليكسي نافالني، وصفتها وسائل الإعلام بأنها "السيدة الأولى" للمعارضة الروسية. وبعد وفاة زوجها أعلنت نافالنايا عزمها مواصلة عمله. اعتبارًا من 1 يوليو 2024، أصبحت رئيسة مؤسسة حقوق الإنسان.
في 9 يوليو 2024، أمرت محكمة منطقة باسماني الروسية بالقبض على نافالنايا (التي لم تكن في روسيا أو تعيش فيها في ذلك الوقت) بتهمة "المشاركة في مجتمع متطرف". وبعد أيام، تم إدراجها على القائمة الرسمية الروسية للإرهابيين والمتطرفين.

## وصلات خارجية
- Yulia Navalnaya's blog on the website of the radio station Echo of Moscow (since 2018).
- Yulia Navalnaya على يوتيوب — speech at a rally on Sakharov Avenue on 6 September 2013.
- Navalny — post poisoning interview على يوتيوب — interview on channel vDud, 5 October 2020.